# Andipalayam
Andipalayam là một thị trấn thống kê (census town) của quận Coimbatore thuộc bang Tamil Nadu, Ấn Độ.

## Nhân khẩu
Theo điều tra dân số năm 2001 của Ấn Độ, Andipalayam có dân số 5471 người. Phái nam chiếm 52% tổng số dân và phái nữ chiếm 48%. Andipalayam có tỷ lệ 66% biết đọc biết viết, cao hơn tỷ lệ trung bình toàn quốc là 59,5%: tỷ lệ cho phái nam là 74%, và tỷ lệ cho phái nữ là 57%. Tại Andipalayam, 11% dân số nhỏ hơn 6 tuổi.